# 小川峻宗
小川 峻宗（おがわ たけむね、1998年9月22日 - ）は、日本の元男子バレーボール選手である。

## 来歴
大阪府吹田市出身。姉の影響で中学1年生からバレーボールを始める。
東山高等学校、日本体育大学を経て、2020-21シーズン、V.LEAGUE DIVISION1 MEN（V1男子）に所属する大分三好ヴァイセアドラーの内定選手となった。
2021年、大学卒業後に、大分三好ヴァイセアドラーに入団した。入団1シーズン目の2021-22シーズン、V1の試合に出場しVリーグデビューを果たした。
2023年、2022-23 V.LEAGUE DIVISION1 MENをもって現役を引退。母校の東山高等学校のコーチに就任した。

## 所属チーム
- 東山高等学校（2014-2017年）
- 日本体育大学（2017-2021年）
- 大分三好ヴァイセアドラー（2021-2023年）